# Gynacantha calliope
Gynacantha calliope är en trollsländeart som beskrevs av Maurits Anne Lieftinck 1953. Gynacantha calliope ingår i släktet Gynacantha och familjen mosaiktrollsländor. Inga underarter finns listade i Catalogue of Life.